# Samuel Goldwyn
Samuel Goldwyn geboren als Schmuel Gelbfisz (Warschau, 17 augustus 1879 — Los Angeles, 31 januari 1974) was een Pools-Amerikaanse filmproducent.

## Biografie
Samuel Goldwyn werd in 1879 in Warschau geboren als Schmuel Gelbfisz. Op jonge leeftijd trok hij te voet en zonder geld naar Engeland. Daar verbleef hij een tijdje in Birmingham, waar familie van hem woonde. Hij vertaalde zijn naam toen naar het Engels en ging voortaan door het leven als Samuel Goldfish. In 1898 verhuisde hij naar Canada. Een jaar later trok hij naar New York. Hij ging in die periode aan de slag als verkoper en was erg goed in marketing.

### Paramount Pictures
In 1902 liet Gelbfisz zich naturaliseren tot Amerikaan. In diezelfde periode barstte de filmindustrie uit haar voegen. Gelbfisz vulde het merendeel van z'n vrije tijd dan ook met bezoekjes aan de bioscoop. Uiteindelijk begon hij zaken te doen met Jesse L. Lasky, zijn schoonbroer en een gewezen Vaudeville-artiest, en Adolph Zukor, de eigenaar van een theater. Samen werden ze producers van hun eerste film, die geregisseerd werd door Cecil B. DeMille. Maar lang duurde de samenwerking niet. Het drietal kende heel wat problemen en Gelbfisz besloot uiteindelijk om uit de studio te stappen. Even voordien waren hij en z'n echtgenote Blanche Lansky ook al uit elkaar gegaan. De filmstudio waar Gelbfisz was uitgestapt, zou later bekend worden onder de naam Paramount Pictures.

### Goldwyn Pictures
In 1916 ging Gelbfisz in zee met zakenpartners Edgar en Archibald Selwyn, twee Broadway-producers. De combinatie van hun achternamen werd de naam van hun nieuwe filmstudio: Goldwyn Pictures. Gebruikmakend van de naambekendheid van z'n studio liet Gelbfisz zijn naam officieel veranderen in Samuel Goldwyn. De studio was matig succesvol, maar werd vooral bekend omwille van z'n logo. Het logo bestaat voornamelijk uit een brullende leeuw, genaamd "Leo the Lion", en de spreuk Ars Gratia Artis. Al snel werd Goldwyn door zijn twee partners buitengewerkt, want ook nu was de relatie tussen Goldwyn en zijn twee collega's allesbehalve optimaal.
Vervolgens werd de studio overgenomen door Marcus Loew, de eigenaar van Metro Pictures. Toen Goldwyn Pictures een onderdeel van Metro-Goldwyn-Mayer (MGM) werd, was Goldwyn dus al lang vertrokken.
In 1925 trouwde hij met zijn tweede en laatste echtgenote, actrice Frances Howard.

### Samuel Goldwyn Pictures

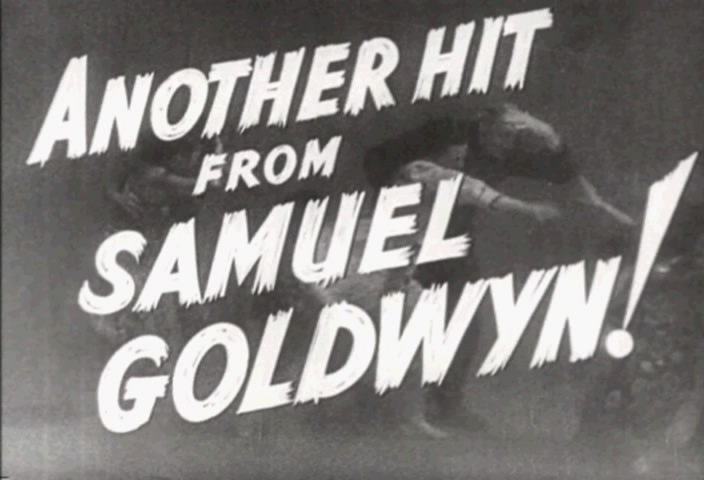
Beeld van de trailer van The Hurricane (1937).

Nadat Goldwyn de filmstudio Goldwyn Pictures had verlaten, begon hij met z'n eigen studio, de Samuel Goldwyn Studio. Gedurende 35 jaar bouwde Samuel Goldwyn een gerenommeerde reputatie op. Regisseur William Wyler regisseerde meerdere films waarvan Goldwyn de producer was. Tijdens de jaren 30 werden bijna al z'n films uitgebracht door United Artists. Pas vanaf 1941 werd dit gedaan door RKO Radio Pictures. Enkele van de bekende films waarvan Goldwyn producer was, zijn: Arrowsmith (1931), Dodsworth (1936), Dead End (1937), Wuthering Heights (1939) en The Little Foxes (1941).
In 1946 beloonde de Academy of Motion Picture Arts and Sciences hem voor zijn volledige carrière met een Irving G. Thalberg Memorial Award. In hetzelfde jaar won Goldwyn ook een Oscar in de categorie Best Picture voor de film The Best Years of Our Lives (1946). In de jaren 50 spitste Goldwyn zich vooral toe op musicals, zoals de film Guys and Dolls (1955) met onder meer Marlon Brando, Frank Sinatra en Jean Simmons. Dit was trouwens de enige film die Goldwyn via MGM uitbracht.
Samuel Goldwyn stierf in 1974 een natuurlijke dood in z'n huis in Los Angeles. Hij werd 94 jaar oud. In de jaren 80 werd zijn filmstudio verkocht aan Warner Bros. Er is een theater in Beverly Hills naar hem vernoemd en hij heeft een ster op de Hollywood Walk of Fame.
- Bibsys: 90854140
- Biblioteca Nacional de España: XX1499699
- Bibliothèque nationale de France: cb12228545g (data)
- Catàleg d'autoritats de noms i títols de Catalunya: 981058614632106706
- CiNii: DA05455788
- Gemeinsame Normdatei: 118718010
- International Standard Name Identifier: 0000 0000 8379 3990
- Library of Congress Control Number: n81039798
- MusicBrainz: 6bbd4fb0-7b8f-4486-98c7-3a813f4909dc
- National Archives and Records Administration: 10568382
- Bibliotheek van het Japanse parlement: 00620743
- Nationale Bibliotheek van Tsjechië: mzk2005312969
- Nationale bibliotheek van Australië: 35971694
- Nationale Bibliotheek van Israël: 987007274349605171
- Nationale Bibliotheek van Polen: a0000001805425
- Nederlandse Thesaurus van Auteursnamen: 068914016
- Réseau des bibliothèques de Suisse occidentale: 02-A003306436
- LIBRIS: 261786
- SNAC: w6ht2rb3
- Système universitaire de documentation: 03097710X
- Trove: 1168519
- Virtual International Authority File: 46813321
- WorldCat: E39PBJfRG6vVRr9xg3BhvKvPwC